# Cabestan (NGV)
Pour les articles homonymes, voir Cabestan.
 (décembre 2021).
Si vous disposez d'ouvrages ou d'articles de référence ou si vous connaissez des sites web de qualité traitant du thème abordé ici, merci de compléter l'article en donnant les références utiles à sa vérifiabilité et en les liant à la section « Notes et références ».
Le Cabestan est un navire à grande vitesse de catégorie B de 40 mètres de type Flying Cat 6, c'est un navire à passagers ayant une capacité de 264 passagers, sa vitesse de croisière est de 33 nœuds. Lancé en 1998, il assure entre 2010 et début 2018 la liaison passagers entre Fortune, sur la côte sud de l'île canadienne de Terre-Neuve et le port de Saint-Pierre dans l'archipel français de Saint-Pierre-et-Miquelon. En juillet 2018, il a été embarqué vers la Guadeloupe pour assurer des liaisons dans les Antilles pour le compte de la compagnie Val'Ferry. Il y ferra les liaisons entre la Guadeloupe et Marie Galante sous un nouveau nom : Sunnyday

## Histoire
Il a été construit en 1998 sous le numéro de coque 0035 par le chantier du groupe de construction navale néerlandais Damen Group à Singapour, qui était alors une filiale du constructeur norvégien Kvaerner Fjellstrand.
Il assurait la desserte des îles morbihannaises sous le nom de Locmaria 56, mission qui fait l'objet d'une délégation de service public confiée à la Compagnie Océane, il permettait de gagner Belle-Île en 20 minutes.
Le Conseil général du Morbihan l'a vendu en 2009 à la Collectivité territoriale de Saint-Pierre-et-Miquelon.
Il a subi des travaux au chantier Piriou à Concarneau, avant d'être chargé en mars 2010 à bord du Slotergracht, cargo néerlandais de 168 mètres de long, navire spécialisé dans le transport de colis lourds (parti de Lorient, il transportait également la nouvelle vedette de la SNSM).
Il a été débarqué dans le port de Saint-Pierre le 21 mars 2010 et a subi une deuxième tranche de travaux permettant sa mise en conformité avec sa nouvelle catégorie de navigation et avec les normes internationales applicables aux navires existants.
Renommé le Cabestan, il  dessert entre 2010 et 2018 les ports de Fortune (Terre-Neuve) et de Miquelon, trajet qu'il effectue  en 1 heure, pour la compagnie St. Pierre Ferry.
En juillet 2018, il est embarqué sur un cargo à destination de la Guadeloupe, il assurera ensuite des liaisons inter-îles dans les Antilles.